# Zelkova serrata
Zelkova serrata é uma espécie do gênero Zelkova nativa do Japão, das Coreias, do leste da China e de Taiwan. É frequentemente usada como árvore ornamental e bonsai. A espécie tem duas variedades, Zelkova serrata var. serrata, que ocorre no Japão e na Ásia continental ocidental, e Zelkova serrata var. tarokoensis, que ocorre em Taiwan e tem folhas menores com margens serreadas menos profundas.

## Descrição

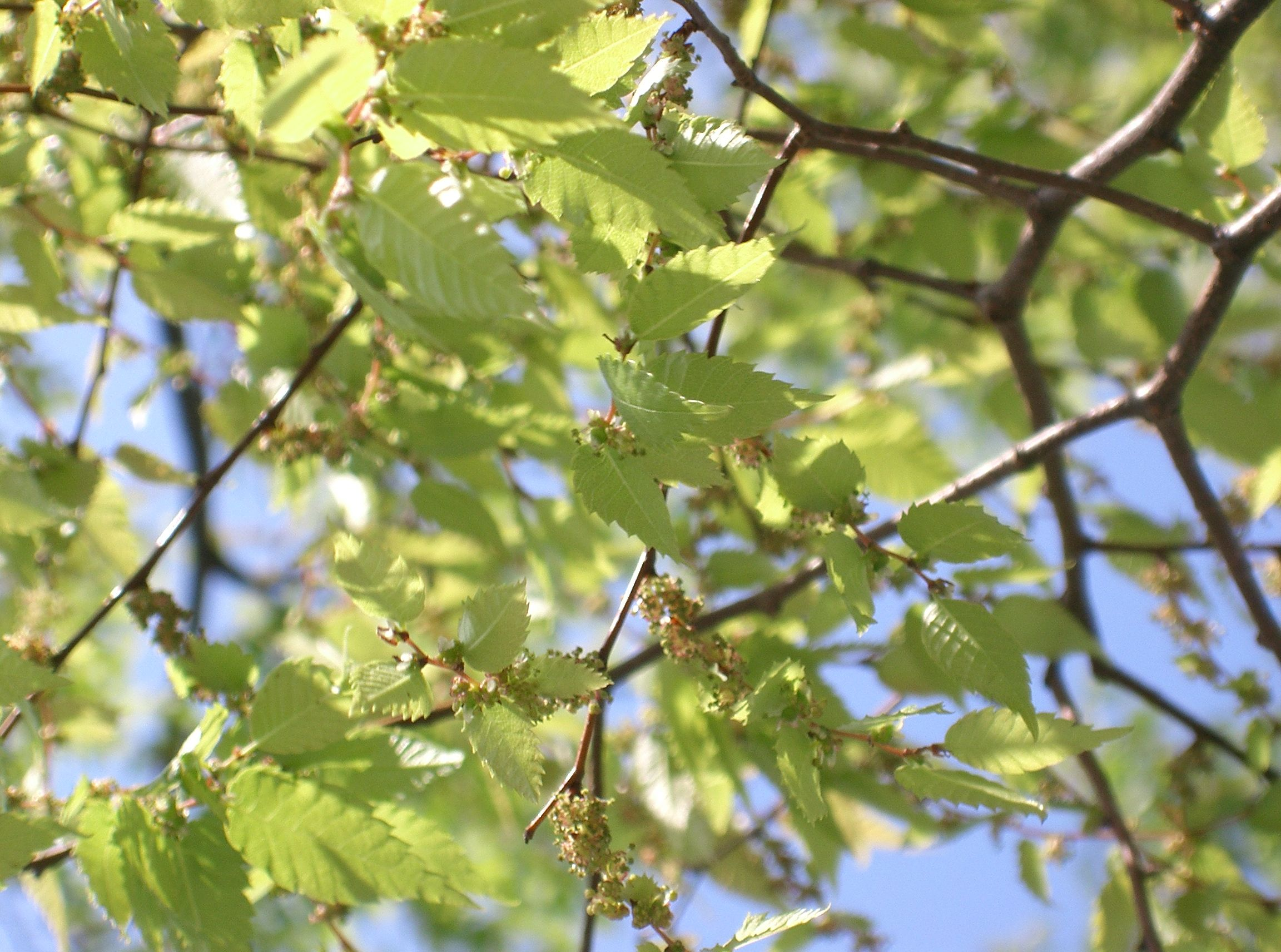
Folhagem e flores na primavera.

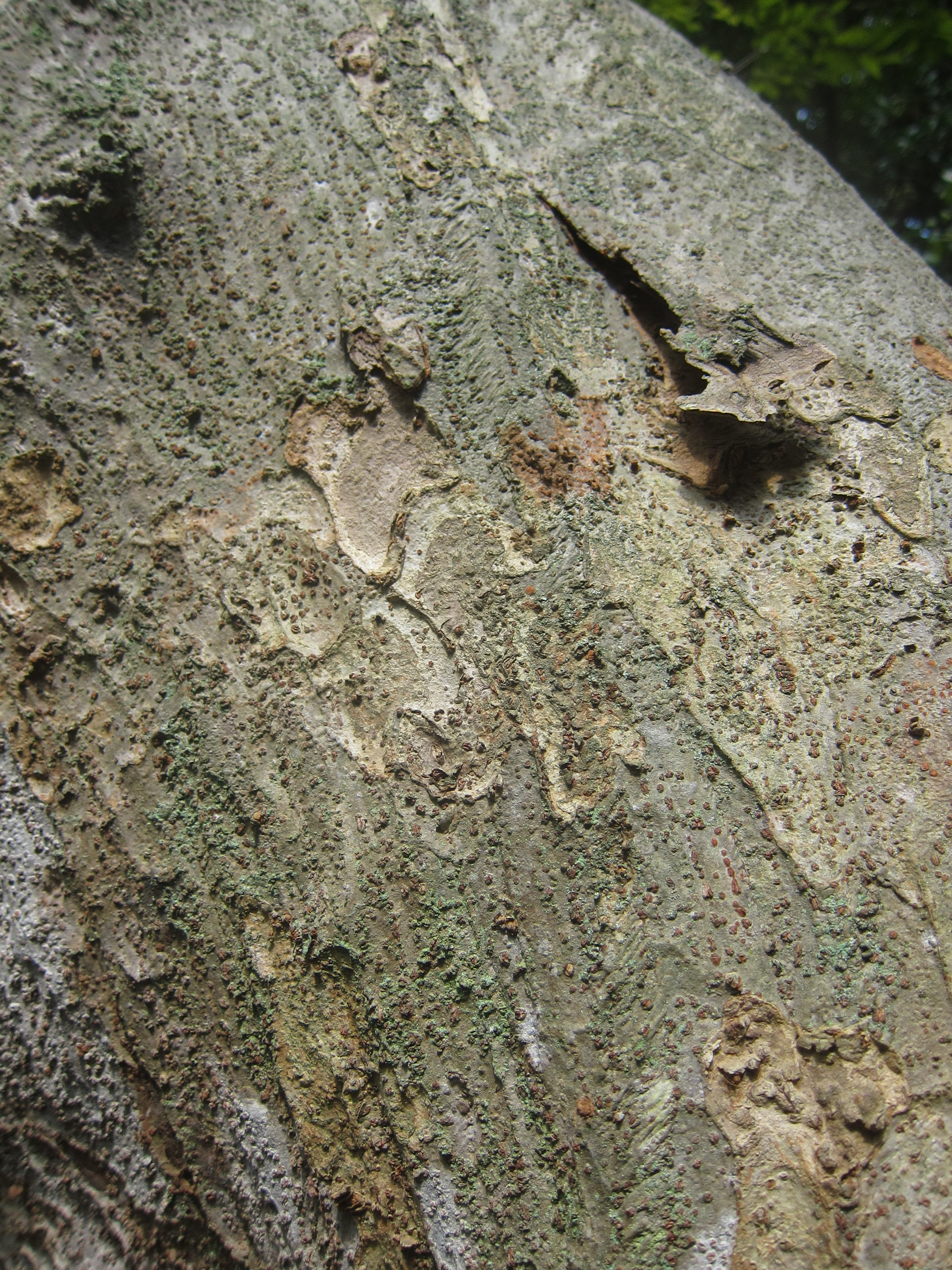
Casca da árvore quando madura.

Zelkova serrata é uma árvore decídua de médio porte, ocasionalmente crescendo até 30 metros de altura. A árvore cresce rapidamente na juventude enquanto na maturidade sua taxa de crescimento é baixa a mediana. Um tronco curto que se ramifica em muitos galhos no topo. 
A árvore ganhou o epiteto específico serrata pois tem folhas alternadamente dispostas que têm até 5 centímetros de comprimento e largura, são simples e têm um formato oval à oblongo oval com margens serrilhadas ou crenadas. As folhas são acuminadas ou apiculadas, e têm de 8 à 14 pares de nervuras. As folhas têm pelos ásperos na superfície e são lisas embaixo. São verdes ou verde-escuras na primavera e durante todo o verão, e são amarelas, alaranjadas ou vermelhas no outono. Os pecíolos têm entre 2 e 5 centímetros de comprimento.

## Cultivo
A árvore cresce melhor em solos bem drenados, em total ou parcial brilho do sol, em solos ricos em potássio e nitrogênio. A árvore se adapta e é resistente ao calor, à escassez de água, e a solos pobres e com pH variado, deve ser periodicamente podada para permitir entrada de luz no dossel interior. A espécie é propagada diretamente das sementes, de estacas de raízes e de mudas.